# Instituto de Arqueologia Brasileira
O Instituto de Arqueologia Brasileira (IAB), fundado em 29 de abril de 1961, é uma instituição privada de caráter científico-cultural, sem fins lucrativos, que tem por missão a dedicação integral à Pesquisa, Ensino e Divulgação da Arqueologia Brasileira.
A sede do IAB, no município de Belford Roxo (RJ), é credenciada junto ao Instituto do Patrimônio Histórico e Artístico Nacional (IPHAN) para Guarda de Acervos Arqueológicos. Para isto, comporta hoje dez prédios: reserva técnica, área museal, laboratórios, almoxarifados, salas de aula e alojamentos para pesquisadores visitantes, além de área especifica para atividades de cunho sociocultural.

## Reconhecimento e Premiações
Devido a sua importância para a cultura da Baixada Fluminense, para o Estado do Rio de Janeiro e para o País, o IAB foi reconhecido como Utilidade Pública no Município de Belford Roxo-RJ; recebeu o Diploma Heloneida Studart de Cultura, 2017 - pela Comissão de Cultura da Assembleia Legislativa do Estado do Rio de Janeiro (ALERJ); foi certificado como Ponto de Cultura pelo Ministério da Cultura e teve seu Acervo Documental declaração de Interesse Público e Social para o Brasil pela Presidência da República, através do Decreto Federal Nº 9.618 de 18 de dezembro de 2018.
O IAB é um centro formador de pesquisadores, e como tal, recebeu pelo Conselho Nacional de Desenvolvimento Científico e Tecnológico (CNPq) o Prêmio José Reis de Divulgação Científica, em 1986. No segmento da pesquisa acadêmica, em convênio com o Instituto Estadual do Patrimônio Cultural (INEPAC-RJ), manteve entre 1974 e 2012, em funcionamento no Rio de Janeiro, o Centro de Estudos Arqueológicos (CEA) na Casa da Fazenda do Capão do Bispo.